# José Garcia (landhockeyspelare)
José Garcia, född den 28 september 1952, är en spansk landhockeyspelare.
Han tog OS-silver i herrarnas landhockeyturnering i samband med de olympiska landhockeytävlingarna 1980 i Moskva.